# Рукавичка (торгова мережа)
Рукавичка — мережа магазинів самообслуговування на заході України. Загальна кількість торгових об'єктів — 200 станом на 2022 рік.
Входить у структуру торгово-виробничої компанії «Львівхолод», одного з найбільших ритейлерів на заході України. Посідає 5 сходинку серед продовольчих мереж України за кількістю крамниць.

## Про мережу
Формат «Рукавички» та врахування потреб цільової аудиторії дає змогу вдало представити відвідувачам необхідний асортимент товарів та професійний рівень обслуговування. Перший магазин «Рукавичка» відкрили у грудні 2003 року в Перемишлянах. На березень 2022 року мережа налічувала 190 магазинів, у яких працює понад 3600 співробітників. Свої магазини «Рукавичка» відкриває поки що у Львові та містах Львівської, Тернопільської, Івано-Франківської, Закарпатської, Хмельницької, Волинської та Рівненської областей.
Усі торгові об'єкти з площею від 200 м² до 1000 м², з асортиментом від 2000 до 9000 позицій, серед яких харчові продукти, побутові товари, засоби гігієни та інше. «Рукавичка» має власні торгові марки «Кухарочка», «Традиція», «Глянц», «То є просто» та «Сірко», під якими продає товари власного виробництва та найкращих українських виробників.
Компанія сертифікована відповідно до міжнародних стандартів якості та безпеки харчових продуктів ISO 9001, ISO 22000:2005.

## Бойкот російських товарів
Наприкінці січня 2015 року торговельна мережа «Рукавичка» заявила про принципову повну відмову від продажу російських товарів. З 1 лютого 2015 року «Рукавичка» стала першою торговою мережею в Україні, яка пішла на такий крок.
У квітні 2019 року мережа «Рукавичка» відмовилася від російськомовної преси та замінила українськомовною.